# Vitis nesbittiana
Vitis nesbittiana är en vinväxtart som beskrevs av B.L. Comeaux. Vitis nesbittiana ingår i släktet vinsläktet, och familjen vinväxter. Inga underarter finns listade i Catalogue of Life.